# 女子刑務所東三号棟
『女子刑務所東三号棟』（じょしけいむしょひがしさんごうとう）は、TBS系列で不定期に放送されていた単発ドラマ。

## 概要
1995年から1997年までは『女囚〜塀の中の女たち』のタイトルで放送された。
主役の女性囚（主に殺人罪や傷害致死罪による）は毎回泉ピン子が務めているが、演じる役は回ごとに違っている。新作は泉が主演する『渡る世間は鬼ばかり』のシリーズが放送されない時期（約1年おき）に制作された。ナレーションも泉が担当しているが、1998年の放送では岩崎ひろみがナレーションを担当し、2010年の放送では西原亜希がナレーションを担当した。
女子刑務所の講堂内で慰問コンサートを行う歌手が本人役で出演するのも、このシリーズの恒例となっている演出のひとつである。ただし、2010年の放送では慰問シーンが存在しなかった。なお、1998年の放送では慰問するのは歌手ではなくボーイズグループである東京ボーイズであった。
ドラマでは主人公（泉ピン子）の他に同部屋の受刑者たちの人生模様（事件を起こして服役するまでの背景、出所後の生活）が描かれており、出所後早々にまた犯罪に手を染めてしまう者、再就職や人間関係に恵まれず、生活苦から自殺してしまう者などの悲劇や平凡ながらも堅実に人生の再出発を歩もうとする者などの描写が詳細に描かれている。
大半は主人公が釈放されて新たな一歩を踏み出すところで物語を終えるが、1998年の放送では主人公がアルコール中毒で死亡し、2010年の放送では主人公が仮釈放中に刑事事件を起こしてしまい、女子刑務所のある岐阜に連行されるところで幕を閉じた。

## 放映リスト

### 女囚〜塀の中の女たち
| 話数 | 放送日        | 出演者 |
| ---- | ------------- | --- |
| 1    | 1995年3月30日 | 泉ピン子、赤木春恵、松本明子、西野妙子、小野寺昭、西川峰子、中島ひろ子、床嶋佳子、吉村涼、渡辺えり子、堀内孝雄 |
| 2    | 1995年10月5日 | 泉ピン子、赤木春恵、植草克秀、中島ひろ子、小川範子、久本雅美、島崎和歌子、川上麻衣子                           |
| 3    | 1997年9月25日 | 泉ピン子、岸本加世子、菅井きん、音無美紀子、東てる美、馬渕英里何、三上直也、長谷川哲夫、細川直美               |

### 女子刑務所東三号棟
| 話数 | 放送日        | 出演者（役名） |
| ---- | ------------- | --- |
| 1    | 1998年6月29日 | 泉ピン子（太田喜美子）、岩崎ひろみ（月島麻希）、洞口依子（青山志保）、宮下順子（堀井恵子）、増田未亜（寺本奈緒）、アジャ・コング（喜納エミリ）、佐々木すみ江、東てる美、高畑淳子、田山涼成、小日向文世、東京ボーイズ |
| 2    | 2000年4月10日 | 泉ピン子（池田正恵）、菅野美穂（吉村由花新人刑務官）、清水由貴子（新庄康子）、相田翔子（河合育代）、内海桂子（奥寺キヨ）、岡本麗、馬渕英里何（野本いずみ）、アジャ・コング、田山涼成、藤村ちか（池田香奈） |
| 3    | 2001年9月30日 | 泉ピン子（沢田久恵）、風間杜夫（沢田真司）、京唄子（若林清子）、星野真里（原島リカ）、鈴木砂羽（新美亜矢）、山口もえ（岡崎知子）、岡本麗（桐生尚子）、萩尾みどり、反田孝幸（沢田光太）、益子直美（菊池刑務官）、八代亜紀 |
| 4    | 2003年4月6日  | 泉ピン子（花田晴枝）、牧瀬里穂（福井舞子）、上原さくら（山科ひかる）、冨樫真（奥村安南）、正司照枝（杉原千代）、余婉齢（ニマ・タボン）、渡辺謙（若尾）、島倉千代子、中本奈奈（花田美香） |
| 5    | 2003年9月25日 | 泉ピン子（太田悦子）、南果歩（北川未来）、柴田理恵、草村礼子（山崎カヨ）、浅田美代子（神崎花江）、池田真紀（永居信子）、中島ひろ子、佐々木すみ江、松浦佐知子、都はるみ |
| 6    | 2005年9月22日 | 泉ピン子（島本光江）、熊谷真実（野村未紀）、藤吉久美子（神崎泰代）、高田敏江（池田茂子）、三浦理恵子（山科理彩）、川崎真央（島本夏美）、濱田岳（島本壮太）、赤井英和（村瀬）、篠田三郎（島本慎一）、海援隊 |
| 7    | 2008年1月14日 | 泉ピン子（喜田川静江）、三原じゅん子（石橋沙也加）、茅島成美（杉下園子）、山田花子（原島梨花）、横山めぐみ（柏崎もと子）、邑野みあ（藤崎佳美）、キムラ緑子（寺田涼子）、鷲尾真知子、松澤一之、田中幸太朗（川岸良太）、たくませいこ、小林幸子、入山法子（喜田川詩織） |
| 8    | 2010年6月21日 | 泉ピン子（北川英恵）、賀来千香子（小田切真央）、西原亜希（西崎千春）、田山涼成（菅沼重久）、伊嵜充則（杉本秀一）、中島ひろ子（杉本絢子）、谷端奏人（子役）（澤田翔太）、岡本麗（久田照代）、神野美紀（志津）、村松利史（立石省吾）、杉村暁、Rio、蟹江敬三（澤田和弘）、掛田誠、大谷恭子、五味涼子、松坂わかこ、平木ひとみ、福井理沙、蔵迫泰子、益田愛子、工藤時子、崎山凛、西美子、五味良介、中村裕介、秋山郁増 |

## スタッフ
- 脚本 - 関根俊夫
- 演出 - 清弘誠
- 音楽 - 城之内ミサ
- 主題歌 - 「家路」（作詞・作曲・唄：城之内ミサ）
- プロデューサー - 清弘誠、荒井光明
- 技術協力 - 東通、緑山スタジオ・シティ
- 制作 - TBSテレビ[2]、ドリマックス
- 製作著作 - TBS